# نزاع بر سر حق تکثیر سلفی میمون

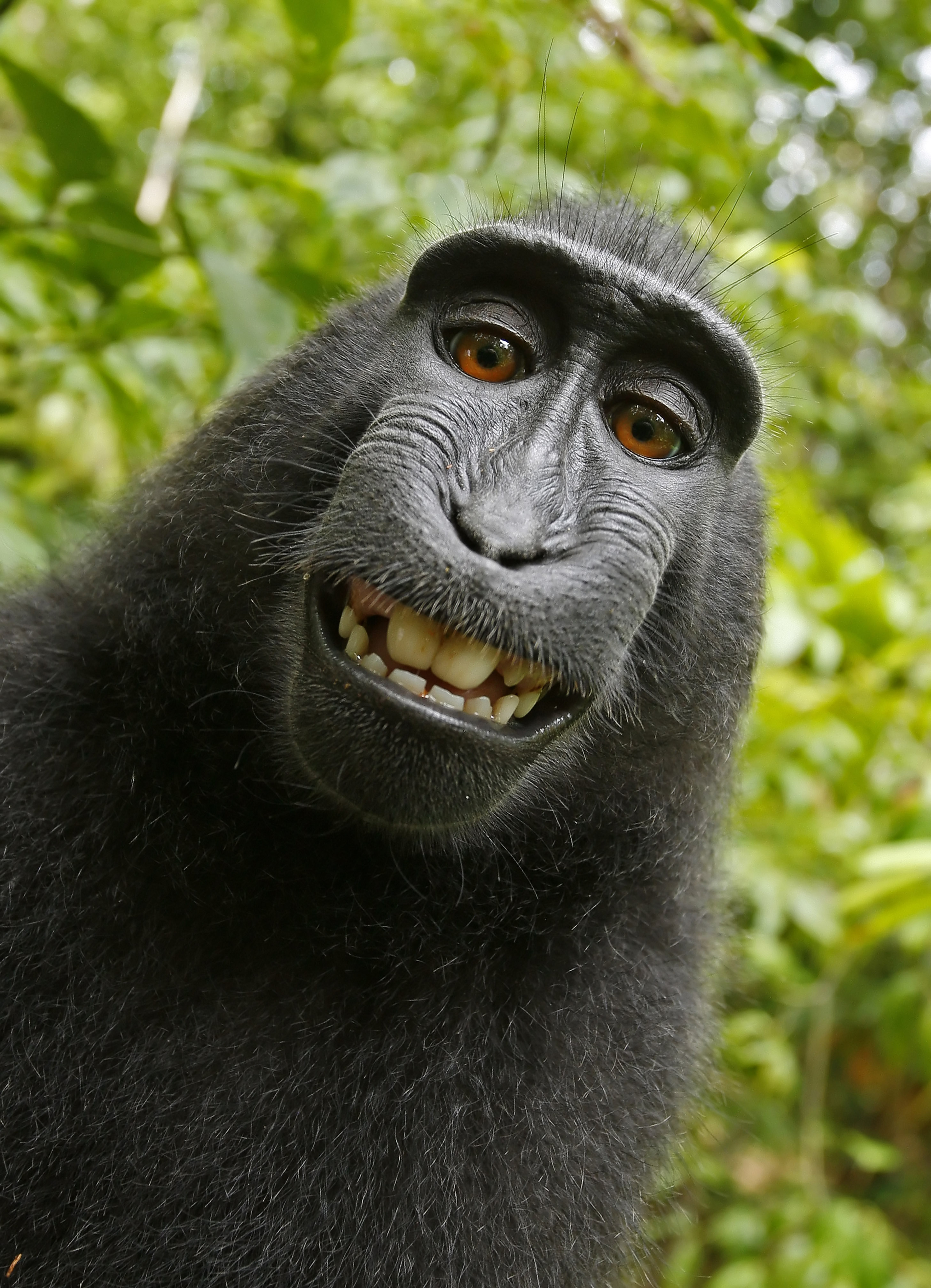
یکی از سلفی‌های مورد مناقشه که توسط این میمون گرفته شده‌است.

سلفی‌های میمون به مجموعه عکس‌های گرفته‌شده توسط یک میمون سیاه کاکل‌دار با تجهیزات عکاس طبیعت، دیوید سلاتر گفته می‌شود. ارسال این عکس‌ها به انبار ویکی‌مدیا باعث مناقشاتی در اواسط ۲۰۱۴ شد. این مناقشات دربارهٔ این بودند که آیا به اثرهای هنری ساخت غیرانسان‌ها کپی‌رایت تعلق بگیرد یا خیر.

## مسائل حق نشر

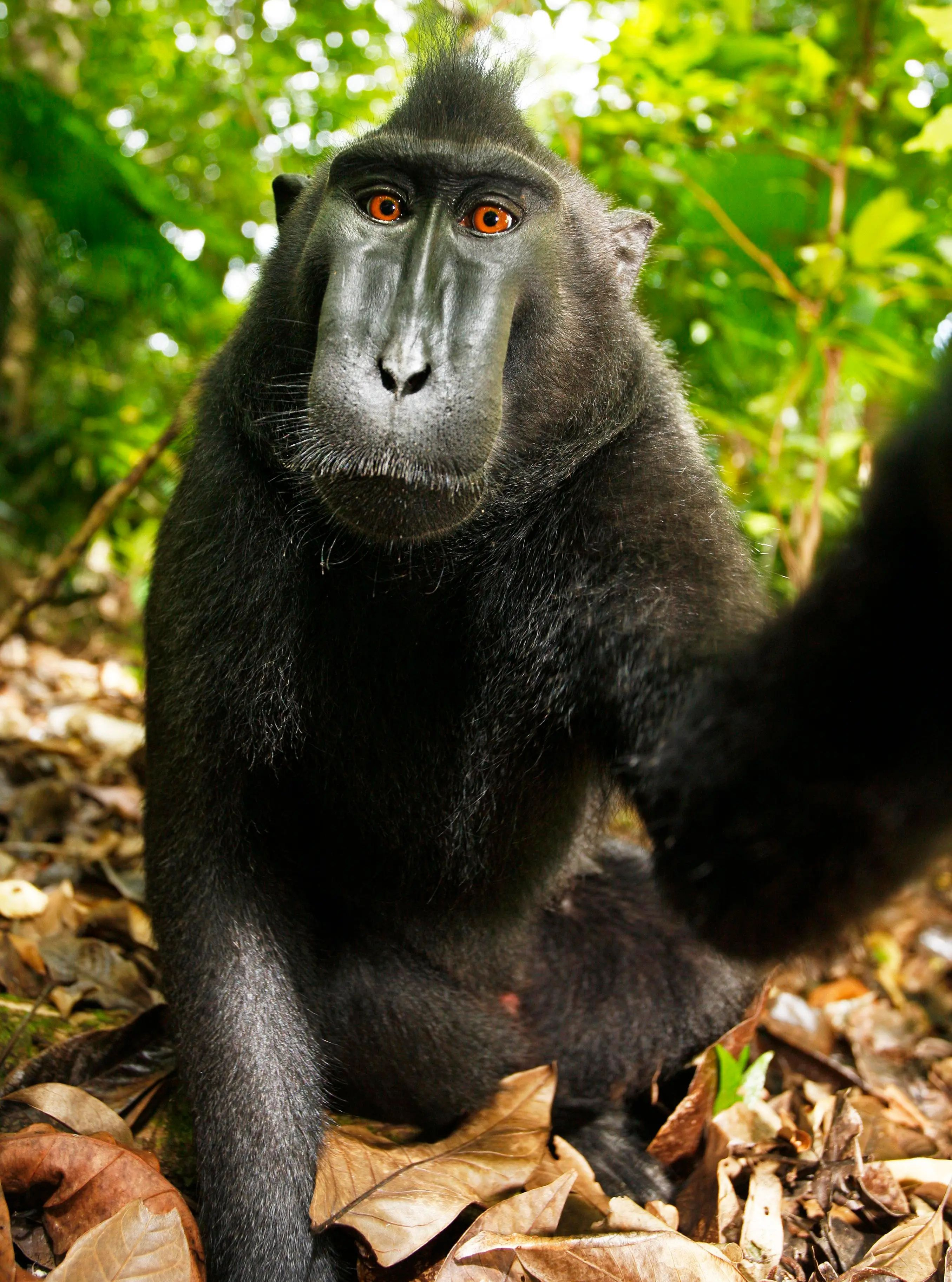
تصویر مورد مناقشهٔ دیگر، یک عکس تمام‌قد

حق کپی‌رایت سلاتر توسط تک‌دیرکت‌ سؤال شد که مدعی بود این تصاویر در مالکیت عمومی اند، زیرا میمون یک شخص حقیقی نیست که حق کپی‌رایت به او تعلق بگیرد و سلاتر نمی‌تواند ادعای مالکیت بر حق تکثیر این تصاویر داشته باشد، زیرا در فرایند عکس‌برداری این عکس‌ها مشارکتی نداشته‌است. (که بعدها توسط دفتر حق تکثیر ایالات متحدهٔ آمریکا تأیید شد.)